# Orenair
Orenair (russ.: Оренбургские авиалинии) war eine russische Fluggesellschaft mit Sitz in Orenburg und Basis auf dem Flughafen Orenburg.

## Geschichte

Ehemaliges Logo der Orenair

Orenair ging aus Beständen der Anfang der 1990er-Jahre aufgespaltenen sowjetischen Aeroflot hervor und hieß zunächst nach ihrem Herkunftsort Orenburg Airlines.
Die russische Regierung entschied 2010 die Wiedereingliederung der Orenair, zusammen mit weiteren Regionalfluggesellschaften, in die Aeroflot, die im November 2011 Orenair als 100-prozentige Tochtergesellschaft übernahm.
Im Oktober 2011 konnte Orenair ihre erste Boeing 777-200ER übernehmen und war damit nach Transaero Airlines der zweite Betreiber dieses Flugzeugtyps in Russland. Die Maschine stammte aus dem Bestand der französischen Air Austral.
Am 27. März 2016 stellte die Fluggesellschaft den eigenen Flugbetrieb wegen der Fusion mit der Schwesterfluggesellschaft Rossiya ein. Bis zu diesem Zeitpunkt hatte die Fluggesellschaft seit Jahresbeginn 491.346 Passagiere befördert.

## Flugziele
Orenair unterhielt Linienflüge von Orenburg und der Nachbarstadt Orsk nach Moskau und in verschiedene andere russische Metropolen. Internationale Verbindungen der Gesellschaft bestanden ab Orenburg zu einigen zentralasiatischen Städten wie beispielsweise Duschanbe und Taschkent sowie nach Dublin und ab Mai 2009 auch nach Deutschland, wo Düsseldorf, Hannover und München angeflogen wurden. Von Düsseldorf aus wurden im Sommer auch Barnaul, Omsk und Tscheljabinsk bedient. Zusätzlich wurden Charterflüge durchgeführt, unter anderem nach Scharm El-Scheich und Hurghada.

## Flotte

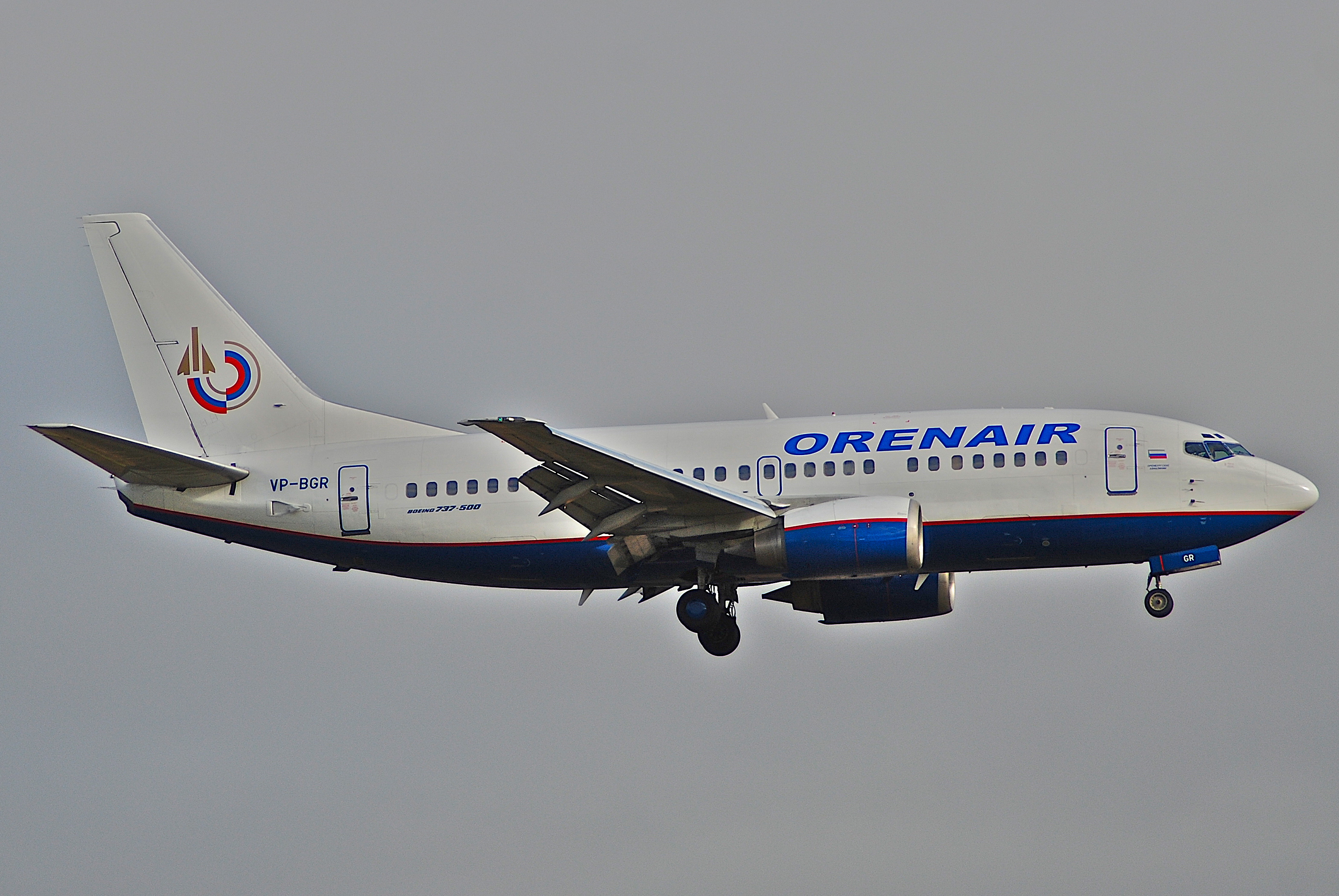
Eine Boeing 737-500 der Orenair

Mit Stand Oktober 2015 bestand die Flotte der Orenair aus 19 Flugzeugen:
- 16 Boeing 737-800
- 03  Boeing 777-200ER